# Boletina dubia
Boletina dubia är en tvåvingeart som först beskrevs av Johann Wilhelm Meigen 1804.  Boletina dubia ingår i släktet Boletina och familjen svampmyggor. Arten är reproducerande i Sverige. Inga underarter finns listade i Catalogue of Life.

## Bildgalleri

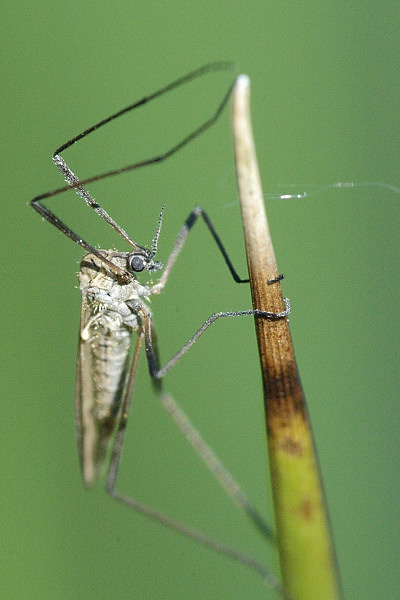